# Hån (Linsells socken, Härjedalen)
Hån är en sjö i Härjedalens kommun i Härjedalen och ingår i Ljusnans huvudavrinningsområde. Sjön har en area på 0,368 kvadratkilometer och ligger 399,6 meter över havet. Sjön avvattnas av vattendraget Ljusnan.

## Delavrinningsområde
Hån ingår i det delavrinningsområde (690600-139802) som SMHI kallar för Utloppet av Hån. Medelhöjden är 481 meter över havet och ytan är 8,11 kvadratkilometer. Räknas de 372 avrinningsområdena uppströms in blir den ackumulerade arean 3 358,75 kvadratkilometer. Avrinningsområdets utflöde Ljusnan mynnar i havet. Avrinningsområdet består mestadels av skog (93 procent). Avrinningsområdet har 0,37 kvadratkilometer vattenytor vilket ger det en sjöprocent på 4,5 procent.